# دارن جکسون
دارن جکسون (انگلیسی: Darren Jackson؛ زادهٔ ۲۵ ژوئیهٔ ۱۹۶۶) یک بازیکن فوتبال اهل اسکاتلند است.
وی در تیم‌های نیوکاسل یونایتد، باشگاه فوتبال داندی یونایتد، باشگاه فوتبال هیبرنین، سلتیک، کاونتری سیتی و باشگاه فوتبال هارت آف میدلوتیان و همچنین ۲۸ بازی ملی برای تیم ملی فوتبال اسکاتلند در کارنامه دارد.